# Flottbek (Fluss)
Die Flottbek ist ein südwärts fließendes kleines Gewässer in Hamburg-Osdorf, Hamburg-Groß Flottbek und Hamburg-Othmarschen. Vom Fließgewässertyp her handelt es sich um einen kiesgeprägten Tieflandbach (Typ 16). Er ist nicht zu verwechseln mit der Kleinen Flottbek.

## Namensherkunft
Der Name des Gewässers ist in den ältesten überlieferten Urkunden als Vlotbeke wiedergegeben. Dieser Name hat sich in unterschiedlichen Schreibweisen zum heutigen „Flottbek“ entwickelt. Wie bei anderen Bächen auch wurde der Name zwischenzeitlich mit „ck“ als „Flottbeck“ geschrieben, wobei es sich um ein Dehnungs-c handelte, das /e/ also lang gesprochen wird.
Der Name ist niederdeutschen Ursprungs (Grundwort bek und Bestimmungswort mnd. vlot, nnd. flott) und bedeutet „flacher, seichter Bach“. Alternative Etymologien leiten den Namen vom mittelniederdeutschen Wort vlōt mit der Bedeutung 'Fluss, Fließen, Flut, flutendes Wasser' ab.
Die Flottbek war namensgebend für die umliegenden Dörfer: die Gemarkung Klein Flottbek – für die aber auch die Kleine Flottbek infrage kommt – und den heutigen Stadtteil Groß Flottbek.

## Verlauf
Weite Teile der Flottbek sind verrohrt oder liegen überwiegend trocken. Sie entspringt heute am Poloplatz (Lage) des Hamburger Polo Clubs und fließt verrohrt unter dem Botanischen Garten hindurch bis zur Straße „An der Flottbek“. Hier ist die Flottbek auf etwa zehn Metern Länge sichtbar. Im Dreieck zwischen Hölderlinstraße, Müllenhoffweg und Papenkamp bildet sie einen Teich, in den auch die Röbbek mündet. Hinter dem Bahndamm kreuzt sie die Otto-Ernst-Straße, wo sie endgültig zutage tritt. Auf dem Golfplatz des Großflottbeker THGC bildet sie ein natürliches Wasserhindernis; in dessen Südwestecke tritt von der Walderseestraße kommend die Teufelsbek hinzu, die früher südlich des Bahrenfelder Sees etwa im Gebiet der heutigen A7 südlich der Anschlussstelle Bahrenfeld entsprang. (Lage) Auf einer Karte aus dem Jahr 1911 wird hingegen dieser Verlauf der heutigen Teufelsbek als Flottbek bezeichnet. Der nördliche Gewässerverlauf, vom Poloplatz kommend, ist nicht bezeichnet. Danach fließt die Flottbek durch das Naturschutzgebiet Flottbektal im Jenischpark, wo sie zwei kleine Teiche speist und als Überlauf für die Hamburger Regenwasserkanalisation dient, und mündet neben dem Sportboothafen Teufelsbrück in die Elbe.
Das Flottbektal verläuft weitgehend parallel zur nördlichen Einflugschneise für die Airbus-Flugzeugwerft in Hamburg-Finkenwerder.